# Chaetomymar sophoniae
Chaetomymar sophoniae är en stekelart som beskrevs av Huber 2003. Chaetomymar sophoniae ingår i släktet Chaetomymar och familjen dvärgsteklar. Inga underarter finns listade i Catalogue of Life.